# Eilema cameola
Eilema cameola är en fjärilsart som beskrevs av Birchall 1865. Eilema cameola ingår i släktet Eilema och familjen björnspinnare. Inga underarter finns listade i Catalogue of Life.